# Янаул (Альшеевский район)
Янау́л ((баш. МФА: Яңауыло файле) «новая деревня») — посёлок в Альшеевском районе Республики Башкортостан, вошедший в 2005 году в состав села Раевский.

## История
Закон Республики Башкортостан от 20 июля 2005 года N 211-з «О внесении изменений в административно-территориальное устройство Республики Башкортостан в связи с образованием, объединением, упразднением и изменением статуса населенных пунктов, переносом административных центров» постановил:

ст. 2. Объединить следующие населенные пункты с сохранением наименований:
1) в Альшеевском районе:

в) поселение железнодорожная будка 1513 км, поселение железнодорожная будка 1509 км, поселок Янаул и село Раевский Раевского сельсовета, установив объединенному населенному пункту тип поселения — село, с сохранением наименования «Раевский»;

## Улицы
- ул. Вишневая[источник не указан 584 дня]
- ул. Гафури[источник не указан 584 дня]
- ул. Интернациональная[источник не указан 584 дня]
- ул. Колхозная[источник не указан 584 дня]
- ул. Матросова[источник не указан 584 дня]
- ул. Медиков[источник не указан 584 дня]
- ул. Механизаторов[источник не указан 584 дня]
- ул. Новосельская[источник не указан 584 дня]
- ул. Парковая[источник не указан 584 дня]
- ул. Подгорная[источник не указан 584 дня]
- ул. Солнечная[источник не указан 584 дня]
- ул. Тукая[источник не указан 584 дня]
- ул. Школьная[источник не указан 584 дня]